# Vlottende waterranonkel
De vlottende waterranonkel (Ranunculus fluitans) is een vaste plant die behoort tot de ranonkelfamilie (Ranunculaceae). Het is een plant die groeit in snelstromend, voedselrijk water. De plant komt van nature voor in Zuid- en Midden-Europa, Noord-Afrika en Noord-Amerika. De plant komt in Nederland voor in Noord-Brabant en Zuid-Limburg. De soort staat op de Nederlandse Rode lijst van planten als zeldzaam en sterk in aantal afgenomen.
De plant wordt 0,90-6 m lang en is goed aangepast aan wisselende waterhoogtes. Bij uitdroging kan de plant overgaan in een vorm die op het land kan overleven. De ondergedoken bladeren zijn sterk gedeeld en even lang of langer dan de internodiën. Drijvende bladeren ontbreken of worden zeer zelden gevormd.
Vlottende waterranonkel bloeit van juni tot augustus met witte bloemen. De bloemen hebben meestal zes kroonbladen, waarvan de nagel geel is. Het aantal kan echter variëren tussen vijf en tien. De bloembodem is kaal of weinig behaard.
De dwarsgerimpelde dopvruchtjes zijn in het begin nog weinig behaard, maar als deze rijp zijn, zijn ze meestal kaal.

## Namen in andere talen
- Duits: Flutender Wasserhahnenfuß
- Engels: River Water-crowfoot
- Frans: Renoncule des rivières